# 尼爾：自動人形
《尼爾：自動人形》（中国大陆俗称“尼尔：机械纪元”）是由白金工作室開發，史克威爾艾尼克斯發行的動作角色扮演遊戲，於2017年在PlayStation 4、Microsoft Windows平台推出，隔年移植至Xbox One平台，2022年任天堂Switch版上市。本作是《誓血龍騎士》的外傳遊戲——2010年發行的《尼爾》之續作。故事設定在遙遠的未來，地球被外星機械生物全面佔領，而人類只能移往月球上生存；為了重回地球，人類派出人造人部隊「寄葉」降下地球以消滅機械生物。本作以部隊中的新型人造人二號B型與九號S型等為中心，描述著兩方勢力間漫長的戰爭。共有27種結局（A-Z及DLC结局），主要劇情結局有5種，DLC结局有1種，其餘21種皆為於特定情況下死亡、失敗或其他不當行為造成特殊Game Over。
《尼爾：自動人形》於2014年開始計劃製作，由齊藤陽介擔當項目製作人，並由橫尾太郎負責總監與劇本編寫，音樂由岡部啓一、帆足圭吾創作。白金工作室的稻叶敦志設計本作標題，吉田明彥擔綱主要人物設定。本作所有版本的出貨量合計已超過900萬套，因口碑與銷量俱佳，也促使了官方將《尼爾》自此作為一個系列發展。

## 系統

《尼爾：自動人形》遊戲截圖，其角色二號B型正與敵人戰鬥中。

《尼爾：自動人形》是動作角色扮演遊戲，故事設定於前作《尼爾》幾千年後的地球。玩家將操作人造人「寄葉部隊」的隊員，於開放世界與外星機械生物戰鬥。除了步行前往各地點外，本作也保留了前作的騎乘，可以坐騎鹿或者野豬作代步用，以及戰鬥時可使用「輔助機」來幫助戰鬥。遊戲在某些場景下，第三人稱視角會從可自由移動視角，變為不可自由移動視角的平面視角。玩家會以完成非玩家角色指派的任務為主，同時可使用收集到的資源來升級或購買消耗品
戰鬥與否取決於玩家的行動，且會在各種場景中與各敵人進行即時戰鬥。戰鬥方式以近戰為主，可以用輕型武器作快速但較弱的攻擊，也可使用慢但造成傷害較大的重型武器，除此以外，也能使用支援裝置「輔助機」來進行射擊輔助。戰鬥期間，角色可以閃避敵人攻擊，如果閃避時機適合，會獲得暫時無敵並反擊敵人。角色於戰鬥中可切換使用四種不同武器，包括小型劍、大型劍、格鬥以及長槍。進行攻擊時，角色可以切換兩種不同武器，創出組合性攻擊敵人。此外也可升級玩家的支援裝置「輔助機」的機槍與火炮威力。於前作《尼爾》與正傳《誓血龍騎士》系列採用的「武器故事」設定沿用至本作中，在世界各地收集的武器均有其故事，玩家可以透過這些武器了解遊戲的劇情以及世界觀。
角色消滅敵人獲得的經驗會累積，到一定量時會升級，增加生命值、防禦值及攻擊力等。角色同時可以使用「晶片」來增加特定能力，如增加攻擊力、防禦力或顯示敵人生命值及損壞值等，而「晶片」可於商人或擊倒敵人取得。故事前中期角色死亡後會從最後保存點重生，而玩家可以回到死亡點找其義體，尋索其剩下的經驗值與資金，亦可嘗試修復，成功的話會成為你的臨時隊友，失敗則成為敵人，打倒後取得資金。

## 剧情梗概

### 设定与角色
本作設定發生在前作《尼爾》的D結局「尼爾事件」的數千年之後，在西元5012年，人類遭到了外星人派出的機械生物部隊侵略。人類在實力懸殊之下，被逼移至月球上，並建造人造人部隊對佔據地球的機械生物發動代理戰爭，本作劇情發生在西元11945年的第十四次機械戰爭。本作故事以人類建造的最新人造人部隊「寄葉」為出發點，講述「寄葉部隊」中的一員寄葉二號B型（2B）、寄葉九號S型（9S）和舊式A型二號（A2）的故事。各人造人被設定為沒有名字、不能擁有感情，但不同人造人個體有不同的個性，但他們的個性幾乎都會被上級下達的「禁止擁有感情」而壓抑，導致很少有人造人公然表現出自己的感情。。「寄葉部隊」的任務是依照人類的命令偵查並奪回地球，而「寄葉部隊」的指揮總部為「地堡」（Bunker），其位置在地球的太空衛星軌道上，用於發送指令給「寄葉」成員，並投送武器等。而地球上有支援「寄葉部隊」的組織，其名為「抵抗軍」（Resistance），他們早於「寄葉部隊」成立並在地球上組建了一個反抗組織，會支援寄葉部隊隊員並提供物資。
主角「寄葉」二號B型，簡稱2B，是「寄葉部隊」的一員，其個性是深重冷靜的判斷事情。另有兩名人造人可於遊戲中操作，包括「寄葉」九號S型（簡稱「9S」）和「寄葉」A型二號（簡稱「A2」）；9S屬偵察人造人，其個性是情感豐富；而A2屬原型人造人，其個性為沉默，經常單獨行動。其他角色包括「地堡」主管司令官（Commander）；神秘的雙胞胎亞當與夏娃；不喜歡戰爭的和平機械生物帕斯卡；反抗組織「抵抗軍」的成員之一的迪瓦菈與波波菈，負責幫助受「尼爾事件」影響的人；負責向地面部隊發送信息與命令的「通訊官」，通訊官6O負責2B的信息，通訊官21O負責9S的信息；反抗組織「抵抗軍」的領導人安妮莫寧（Anemone）；與「地堡」通信與輔助各「寄葉」成員的「輔助機」；以及前作《尼爾》的主角艾米爾（Emil）。而《誓血龍騎士3》及《尼爾》中的登場角色本作亦有提及。

### 故事
寄叶机型2B和9S为未来进攻机械领土开辟道路，帮助地方抵抗军消除机械威胁。在抵抗军首领安妮莫宁和机械生物帕斯卡的帮助下，2B和9S消除了多地的机械威胁。在执行任务期间，他们遇到了人形机械生物亚当和夏娃，后者透露他们的创造者在几个世纪前就已被消灭。2B和9S也遭遇了同样来自寄叶部队的A2。据调查，机械生物开始产生情绪并聚集成群，有些像帕斯卡那样的群体已经厌倦了战斗。后来9S被亚当抓走，2B杀死亚当救出9S。失去哥哥的夏娃悲愤填膺，控制机械陷入疯狂状态。2B和9S最终杀死了夏娃，但9S遭机械生物逻辑病毒的感染，2B被迫杀死他。尽管9S的身体已经死亡，但他把个人数据保存在了本地机械网络，使他能转移到一个新的躯体中。二周目以9S的角度叙述故事，对机械生物与亚当夏娃提出了新见解。9S还了解到，《尼尔》的事件后人类已经灭绝，只有月球上的服务器还保存着人类的DNA与历史。寄叶部队是为保持人造人的斗志而创立。9S在与地堡服务器同步数据时，遇到一处干扰，他终止了自己与2B的同步程序。
亚当和夏娃的死亡使机械网络陷入混乱，寄叶部队展开全面进攻。2B和9S作为先锋部队出击，但逻辑病毒感染了寄叶部队，使他们转而攻击未受感染的2B和9S。两人撤退到地堡，9S遇到的“干扰”实际是寄叶部队病毒防御系统的漏洞，这使整个部队变得脆弱。司令官在被感染后，命令2B和9S逃离，自己则与地堡一同自毁。2B和9S在遭受感染的寄叶部队攻击时被迫分离，最终2B感染了逻辑病毒。A2从受感染的寄叶部队手中救下了2B，2B将记忆上传到她的剑中，把她的使命托付给了A2。9S看到A2杀死了2B，在不明真相的情况下欲报复A2。此时，机械生物创造的“塔”结构正在破土上升。故事至此在A2和9S之间分离，他们各自的辅助机042和153彼此会有互动。
A2继续2B对抗机械的任务。在她的故事中，帕斯卡村庄的部分机械陷入疯狂状态，帕斯卡与“孩子们”逃出后遭机械生物的追击，A2与帕斯卡击退机械的袭击，但孩子们却因感到害怕而自杀。根据帕斯卡的要求，A2可以选择抹掉他的记忆，也可以杀了他（或者什么都不做直接走开，但这样帕斯卡会恨A2）。与此同时9S对塔展开调查，他了解到人造人和机械生物的核心由相同材料组成，并认为塔正准备向月球上的服务器发射导弹。因失去寄叶部队和2B，9S痛苦不堪，情绪和精神都很不稳定。9S最终在迪瓦菈和波波菈的帮助下进入了塔楼，她们为掩护9S牺牲了自己。迪瓦菈和波波菈是同机型最后幸存的人造人，此机型被认为导致了人类灭亡，因此她们受到其他人造人的欺负，感到内疚并想赎罪。9S和A2一前一后进入塔内，机械控制的人工智能面对他们说出真相——A2是第一批寄叶部队的幸存者，这批部队原计划要被销毁。9S得知针对寄叶部队的逻辑病毒攻击是计划的一部分，制造人类依然存在的假想，在重复循环的战争中欺骗人造人和机械生物。
两人在塔顶相遇，A2向9S说出真相。2B的真实型号是寄叶部队“2E”，每当9S发现人类和寄叶部队的真相时就要处决他。2B感到很痛苦，希望通过A2帮助9S。9S感染逻辑病毒陷入疯狂，欲与A2决一死战。之后玩家选择要控制的角色。在第三个结局中，如果玩家选择A2，9S被击败后，A2清除他的逻辑病毒，然后牺牲自己摧毁塔，辅助机042带9S离开。第四个结局中，如果玩家选择9S，两人会互相杀死对方，在9S奄奄一息时，机械的人工智能告诉他由于机械生物的进化，塔已经改变了功能，不再发射导弹，而是发射一架包含精英机种的方舟——包括仍然活着的亚当和夏娃——寻找一个新的世界。在播放制作人员名单期间，辅助机042和153发现2B、9S和A2的数据仍然完好无损，与玩家对话。如果玩家同意刪除数据，会触发第五个结局：辅助机042和153恢复了他们的记忆和躯体。尽管三个人可能会重复这一切，但辅助机坚信他们会有崭新的未来。

### 角色簡介

#### 主要角色
寄葉2號B型（YoRHa No.2 Type-B）
配音：石川由依（日本）；凱拉·巴克蘭（美國）
遊戲主要角色，通稱2B，「寄葉部隊」成員之一，個性深重冷靜的判斷事情。
全高168cm（含鞋跟），體重148.8kg。
真正的身份為2號E型，屬「寄葉部隊」旗下「處刑部隊」（Execute）。
寄葉9號S型（YoRHa No.9 Type-S）
配音：花江夏樹（日本）；凱爾·麥卡利（美國）
遊戲主要角色，通稱9S，「寄葉部隊」成員之一，個性情感豐富，用途為偵察人造人。
全高160cm（含靴），體重129.9kg。
用於支援2B的偵察人造人，有很好的情報收集能力，能在戰鬥中偵察機器生物的心跳，也能駭入敵人記憶中了解敵人背景。
寄葉A型2號（YoRHa Type-A No.2）
配音：諏訪彩花（日本）；切拉米·雷伊（美國）
根據設定集，A2的三圍分別為73cm，54cm，82cm。身高168cm（包括鞋跟）。體重139.2kg
遊戲主要角色，通稱A2，前「寄葉部隊」成員之一，個性為沉默，屬早期原型人造人。
劇情中段出現的角色，被指揮總部「地堡」通緝，是早期參與作戰的人造人之一，與地球反抗組織「抵抗軍」的領導人是舊相識。
《寄葉 珍珠港空降作戰記錄》中，蘿絲隊長賦予其名字“芙莉吉亞”（小蒼蘭）。
第一批人造人部隊唯一的倖存者，其後發現此性格很適合極端環境下生存，因此後續的處刑部隊的性格樣本都出自於A2。
輔助機042／輔助機153（Pod 042 / Pod 153）
配音：安元洋貴／秋山薰（日本）；D·C·道格拉斯／Abby Trott（美國）
用於支援與記錄各寄葉型人造人的輔助機。
通訊官6O／通訊官21O（Operator 6O / Operator 21O）
配音：磯部惠子／初美真有（日本）；卡桑德拉·李·莫利斯／Connor Kelly（美國）
幫助各地面人造人與指揮總部「地堡」聯絡的人員。
寄葉部隊司令官怀特（Commander White）
配音：加納千秋（日本）
寄葉部隊的總指揮，有沉著冷靜的性格，遇事果決，在寄葉部隊中有著極高的權威。
帕斯卡（Pascal）
配音：悠木碧（日本）；亞歷克西斯·蒂普頓（美國）
愛好和平的機械生物，聯同其他相同意見的機械生物建立起村莊。
玩家在第三次進行遊戲時，A2會在廢棄都市遇到被狂化機器生物攻擊的帕斯卡，救下其後便會與A2建立聯繫。而之後，其村子的一部分村民狂化而互相攻擊，帕斯卡帶著機器生物孩子們逃往廢棄工廠，然後和A2一起前往對抗的狂化的機械生物。待事情完結後，回到工廠時卻發現機械生物孩子們均已自殺，自覺曾經教會機器生物們何為恐懼，以讓其遠離戰鬥珍惜生命，卻因此讓困中恐懼中的機器生物感受到絕望而選擇刪除記憶／死亡。
名字來自哲學家帕斯卡。
安妮莫寧（Anemone）
配音：初美真有（遊戲原版）、春咲暖（動畫ver1.1a）（日本）；埃莉卡·林貝克（美國）
人造人反抗組織「抵抗軍」的領導人，與A2是舊相識，稱呼A2為「二號」。
早期反抗軍的成員，曾與A2的部隊合作一起行動。其後某次行動中，同伴們陣亡，只有安妮莫寧和A2存活。動畫《Ver1.1a》則陣亡，位置由莉莉取代。
怪卡絲
配音：川渕かおり（日本）
人造人反抗組織「抵抗軍」成員之一。
莉莉（Lily）
配音：種崎敦美（日本）
人造人反抗組織「抵抗軍」成員之一。
遊戲內並無登場，首次於《舞台劇 寄葉》出場，後來加入到動畫《尼爾：自動人形 Ver1.1a》中，取代安妮莫寧的位置。
迪瓦菈 & 波波菈（Devola & Popola）
配音：白石涼子（日本）；Claudia Lenz（美國）
反抗組織「抵抗軍」的成員之一，與前作《尼爾》某主要角色屬同型號的舊型號人造人，擅長維修與保養工作。
此型號人造人曾引發嚴重事故，不少同型號人造人均已銷毀，迪瓦菈與波波菈是為防人造人再度失控而留下的樣本。
亞當（Adam）
配音：浪川大輔（日本）；Greg Chun（美國）
謎之青年。帶著眼鏡，才智很高。
雖然性格冷靜，但為了達到目的也會展現出極端的殘酷。
夏娃（Eve）
配音：鈴木達央（日本）；瑞伊·蔡斯（美國）
亞當的雙胞胎弟弟。
與哥哥形成鮮明對照的頭腦簡單性格，敬愛著哥哥亞當。
紅衣少女
配音：中田讓治、遠藤瑠香（Ver1.1a女聲）（日本）

#### 其他寄葉部隊
寄葉A型4號（YoRHa Type-A No.4）
CV：田中麗奈
《寄葉 珍珠港空降作戰記錄》出現的寄葉攻擊型機體成員之一，蘿絲隊長賦予其名字“愛瑪莉莉絲”（喇叭花/孤挺花）。
遊戲內本尊並無登場，首次於《舞台劇 寄葉》出場，後來加入到動畫《尼爾：自動人形 Ver1.1a》中。
寄葉3號B型（YoRHa No.3 Type-B）
CV：德井青空
寄葉12號B型（YoRHa No.12 Type-B）
CV：赤羽雪乃（GEMS COMPANY）
寄葉14號B型（YoRHa No.14 Type-B）
CV：音羽雫（GEMS COMPANY）
寄葉G型16號（YoRHa Type-G No.16）
CV：持田千妃來
《寄葉 珍珠港空降作戰記錄》出現的寄葉射擊型機體成員之一，蘿絲隊長賦予其名字“莉可麗絲”（彼岸花）。
遊戲內本尊並無登場，首次於《舞台劇 寄葉》出場，後來加入到動畫《尼爾：自動人形 Ver1.1a》中。
寄葉10號H型（YoRHa No.42 Type-S）
CV：若山詩音（《NieR_Re［in］carnation》）
手游《NieR_Re［in］carnation》出現的寄葉攻擊型機體成員之一，負責看守月面人類會議。
《自動人形》遊戲內並無登場，動畫《尼爾：自動人形 Ver1.1a》以僅以畫面中出現。
其他寄葉O型
CV：鬼頭明里、和氣杏未、春野杏、夏目妃菜
遊戲內無明確角色，僅限動畫《尼爾：自動人形 Ver1.1a》。
附註：前三位聲優與42S的聲優德井青空、瓦塔的聲優前野智昭、夏娃的聲優鈴木達央，都有出演同為監督益山亮司的《調教咖啡廳》。
寄葉9號原型機（YoRHa No.9）
CV：花江夏樹
所有寄葉S型的最初原型機，遊戲內在二週目只有在過場內以語音形式出現，動畫《尼爾：自動人形 Ver1.1a》則出現本尊的影像。
寄葉4號S型（YoRHa No.4 Type-S）
CV：古賀瑠（GEMS COMPANY）
寄葉10號S型（YoRHa No.10 Type-S）
CV：星菜日向夏（GEMS COMPANY）
寄葉11號S型（YoRHa No.11 Type-S）
CV：水科葵（GEMS COMPANY）
寄葉32號S型（YoRHa No.32 Type-S）
CV：奈日抽寧寧（GEMS COMPANY）
寄葉S型21號（YoRHa Type-S No.21）
CV：花奈澪
《寄葉 珍珠港空降作戰記錄》出現的寄葉掃描型機體成員之一，蘿絲隊長賦予其名字“嘉德麗雅”（洋蘭）。
遊戲內並無登場，首次於《舞台劇 寄葉》出場，後來加入到動畫《尼爾：自動人形 Ver1.1a》中。
寄葉42號S型（YoRHa No.42 Type-S）
CV：德井青空
遊戲內本尊無登場，相關劇情記錄在武器故事內，動畫《尼爾：自動人形 Ver1.1a》加入該劇情。
其他寄葉S型
CV：小瀬戸らむ（GEMS COMPANY）、有栖川玲華（GEMS COMPANY）、長谷美琴（GEMS COMPANY）
僅限動畫《尼爾：自動人形 Ver1.1a》。
寄葉1號（YoRHa No.1）
CV：舞川美彌子（《音樂劇 寄葉 Ver1.2》司令官演員）
《寄葉 珍珠港空降作戰記錄》出現的寄葉機體成員之一。
遊戲內本尊並無登場，首次於《舞台劇 寄葉》出場，後來加入到動畫《尼爾：自動人形 Ver1.1a》中。
寄葉3號（YoRHa No.3）
CV：市之瀨加那（《NieR_Re［in］carnation》明城陽那聲優）
《寄葉 珍珠港空降作戰記錄》出現的寄葉機體成員之一。
遊戲內本尊並無登場，首次於《舞台劇 寄葉》出場，後來加入到動畫《尼爾：自動人形 Ver1.1a》中。
寄葉13號（YoRHa No.13）
CV：若山詩音
《寄葉 珍珠港空降作戰記錄》出現的寄葉機體成員之一。
遊戲內本尊並無登場，首次於《舞台劇 寄葉》出場，後來加入到動畫《尼爾：自動人形 Ver1.1a》中。
雙葉
CV：石川凜果
《寄葉 珍珠港空降作戰記錄》出現的寄葉機體成員之一，地堡的通訊官。
遊戲內本尊並無登場，首次於《舞台劇 寄葉》出場，後來加入到動畫《尼爾：自動人形 Ver1.1a》中。
四葉
CV：兼田伊吹（音樂劇 寄葉 Ver1.2）；鈴木桃子（動畫ver1.1a）
《寄葉 珍珠港空降作戰記錄》出現的寄葉機體成員之一，地堡的通訊官。
遊戲內本尊並無登場，首次於《舞台劇 寄葉》出場，後來加入到動畫《尼爾：自動人形 Ver1.1a》中。
輔助機006（Pod 006）
CV：原由實
手游《NieR_Re［in］carnation》出現的主要輔助機，自稱「媽媽（ママ）」
《自動人形》遊戲內並無登場，動畫《尼爾：自動人形 Ver1.1a》第二部分的OP中出現。
隊長
CV：一文字瑪雅（GEMS COMPANY）
寄葉部隊總攻擊時的其中一位隊長，遊戲內無明確角色，僅限動畫《尼爾：自動人形 Ver1.1a》。

#### 其他反抗組織「抵抗軍」成員
蘿絲
CV：雛形羽衣
《寄葉 珍珠港空降作戰記錄》出現的人造人反抗組織「抵抗軍」成員之一兼隊長。
遊戲內並無登場，首次於《舞台劇 寄葉》出場，後來加入到動畫《尼爾：自動人形 Ver1.1a》中。
達莉娅
CV：橘杏（音樂劇 寄葉 Ver1.2）；小泉萌香（動畫ver1.1a）
《寄葉 珍珠港空降作戰記錄》出現的人造人反抗組織「抵抗軍」成員之一。
遊戲內並無登場，首次於《舞台劇 寄葉》出場，後來加入到動畫《尼爾：自動人形 Ver1.1a》中。
卡蓓拉
CV：野村真由美
《寄葉 珍珠港空降作戰記錄》出現的人造人反抗組織「抵抗軍」成員之一。
遊戲內並無登場，首次於《舞台劇 寄葉》出場，後來加入到動畫《尼爾：自動人形 Ver1.1a》中。
瑪格麗特
CV：清水凜（音樂劇 寄葉 Ver1.2）；青木志貴（動畫ver1.1a）
《寄葉 珍珠港空降作戰記錄》出現的人造人反抗組織「抵抗軍」成員之一。
遊戲內並無登場，首次於《舞台劇 寄葉》出場，後來加入到動畫《尼爾：自動人形 Ver1.1a》中。
黛西
CV：真里亞由美子（音樂劇 寄葉 Ver1.2）；鶴見萌（動畫ver1.1a）
《寄葉 珍珠港空降作戰記錄》出現的人造人反抗組織「抵抗軍」成員之一。
遊戲內並無登場，首次於《舞台劇 寄葉》出場，後來加入到動畫《尼爾：自動人形 Ver1.1a》中。
瓦塔
CV：前野智昭
金
CV：河瀨茉希
柯南
CV：島田岳洋
町屋、武器店、道具店
CV：動畫ver1.1a：中村光樹、稻田徹、咲野俊介

## 音樂

### 原聲帶
與前作相同，由岡部啓一成立的MONACA公司負責。

### 主題曲
Weight of the World / English Version
作曲/編曲 - 岡部啓一 / 作詞/歌 - J'Nique Nicole

作曲/編曲 - 岡部啓一 / 作詞 -  / 歌 - 河野萬里奈
 Weight of the World / Nouvesu-FR Version
作曲/編曲 - 岡部啓一 / 歌 - Emi Evans
Weight of the World / the End of YoRHa
作曲/編曲 - 岡部啓一 / 歌 - YoRHa

## 評價
| 汇总媒体     | 得分                               |
| ------------ | ---------------------------------- |
| GameRankings | PS4：88.84% PC：86.80% XB1：92.33% |
| Metacritic   | PS4：88/100 PC：84/100 XB1：90/100 |

| 媒体           | 得分    |
| -------------- | ------- |
| Destructoid    | 9/10    |
| 电子游戏月刊   | 8.5/10  |
| Game Informer  | 7.75/10 |
| GamesRadar+    | [ 24 ]  |
| GameSpot       | 9/10    |
| IGN            | 8.9/10  |
| Polygon        | 8/10    |
| VideoGamer.com | 9/10    |
| Fami通         | 39/40   |

《尼爾：自動人形》在發售後獲得大多數媒體的好評，PS4版本在匯總媒體評分的Metacritic網站上，由101份媒體評論中得到了平均88/100分。
本作於2017年度遊戲大獎中獲3項提名，最終拿下「最佳配樂／原聲帶」此一部門獎項。

### 銷售
2017年2月《尼爾：自動人形》在日本上市首週賣出了19.8萬份PS4版本，為該週日本當地銷量榜的榜首，且超越了前作的銷售數字；同年9月官方推特發表本作在PS4與Steam平台的全球實體出货量與下载版合计已达到200万份，後於同年12月達到全球累計銷量200萬份。
截至2018年6月，本作在PS4與PC平台上的累計實體出貨量與下載版合計超過了300萬份。截至2018年11月，加上本年度發售的Xbox One版本，本作在3個平台上的實體出貨量與下載版合計超過了350萬份。截至2024年12月，本作所有版本的累計出貨量加總已超過了900萬份。

### 奖项
| 年份 | 獎項                     | 榮譽               | 結果 | 來源          |
| ---- | ------------------------ | ------------------ | ---- | ------------- |
| 2017 | 遊戲大獎                 | 最佳敘事           | 提名 | [ 30 ]        |
| 2017 | 遊戲大獎                 | 最佳遊戲原聲／音樂 | 獲獎 | [ 30 ]        |
| 2017 | 遊戲大獎                 | 最佳角色扮演遊戲   | 提名 | [ 30 ]        |
| 2017 | 第21屆D.I.C.E.遊戲大獎   | 年度角色扮演遊戲   | 獲獎 | [ 38 ]        |
| 2018 | 第18屆游戏开发者选择奖   | 年度代表遊戲       | 提名 | [ 39 ] [ 40 ] |
| 2018 | 第18屆游戏开发者选择奖   | 最佳音效           | 提名 | [ 39 ] [ 40 ] |
| 2018 | 第18屆游戏开发者选择奖   | 最佳設計           | 提名 | [ 39 ] [ 40 ] |
| 2018 | 第18屆游戏开发者选择奖   | 觀眾人氣大獎       | 獲獎 | [ 39 ] [ 40 ] |
| 2018 | 第4屆SXSW Gaming遊戲大賞 | 優秀音樂樂譜       | 獲獎 | [ 41 ] [ 42 ] |
| 2018 | 第4屆SXSW Gaming遊戲大賞 | 傑出技術成就獎     | 獲獎 | [ 41 ] [ 42 ] |
| 2018 | 第4屆SXSW Gaming遊戲大賞 | 傑出視覺成就獎     | 提名 | [ 41 ] [ 42 ] |
| 2018 | 第4屆SXSW Gaming遊戲大賞 | 卓越藝術獎         | 提名 | [ 41 ] [ 42 ] |
| 2018 | 第4屆SXSW Gaming遊戲大賞 | 傑出設計獎         | 提名 | [ 41 ] [ 42 ] |
| 2018 | 第4屆SXSW Gaming遊戲大賞 | 年度SXSW遊戲       | 提名 | [ 41 ] [ 42 ] |

## 跨媒體
橫尾於《尼爾：自動人形》發表之前編寫了一部名為《寄葉》（ヨルハ）的音樂舞台劇，該劇在2014年演出。該劇所在的世界設定與《尼爾：自動人形》相同，但講述A2及安妮莫寧的背景故事。該劇誕生於為期6個月的遊戲前期製作階段。該劇的劇本由麻草郁撰寫，但橫尾在之後的演出修改了劇本以簡化情節。橫尾將該劇作為自動人形宇宙的衍生作。在接下來的幾年內，基於對原始舞台劇的修改，陸續推出了衍生劇、音樂劇版及全男性衍生劇。
橫尾和映島巡撰寫了多部基於自動人形宇宙的小說。《長話》（長イ話）是遊戲主要事件的小說化作品，並透過獨白對角色進行額外的評論。《短話》（短イ話）是對《尼爾》系列先前短篇小說的匯總，並加入了有關《尼爾：自動人形》角色的原創故事。兩部小說的繁體中文版由尖端出版社發行。《少年寄葉》（少年ヨルハ）根據男性衍生劇改編，由映島撰寫、橫尾監督，該作講述了一座對男性寄葉進行行為實驗的實驗設施。
2022年2月23日，《尼爾：自動人形》官方Twitter在發行5週年當日宣佈電視動畫化。9月24日，在「Aniplex Online Fest 2022」中宣佈電視動畫《尼爾：自動人形Ver1.1a》定於2023年1月首播，動畫製作公司是A-1 Pictures。

### 遊戲
與史克威爾艾尼克斯旗下MMORPG遊戲《Final Fantasy XIV》合作，於2019年10月29日資料片《最终幻想XIV：暗影之逆焰》推出聯動劇情「寄葉異聞：暗黑天啟」，劇本由橫尾太郎撰寫。

## 外部連結
- 官方网站 （日語）